# Sandis Buškevics
Sandis Buškevics (Ventspils, 28 gennaio 1977) è un allenatore di pallacanestro ed ex cestista lettone.

## Palmarès
- Campionato lettone: 5

Ventspils: 1999-2000, 2000-01, 2001-02, 2002-03
ASK Rīga: 2006-07
- Campionato lituano: 1

Lietuvos rytas: 2005-06
- Coppa di Russia: 1

Ural Great Perm': 2003-04
- Lega Baltica: 1

Lietuvos rytas: 2005-06